# Maféré
MAFERE este o comună din regiunea Sud-Comoé, Coasta de Fildeș.